# The King of Fighters: Maximum Impact
King Of Fighters: Maximum Impact es un videojuego de lucha para PlayStation 2, publicado por SNK Playmore en el año 2004. Una versión mejorada fue lanzado para Xbox y PlayStation 2 bajo el título de KOF: Maximum Impact Maniax. Al igual que las versiones en 2D, aparecen muchos personajes clásicos de la saga The King Of Fighters, también contiene personajes de las sagas de Fatal Fury y Art of Fighting, además de nuevos personajes creados exclusivamente para esta saga, Maximum Impact, este juego se suma a la entonces escasa lista de juegos de peleas en 3D realizados por SNK desde Fatal Fury: Wild Ambition de la década de 1990 y, por último, Samurai Shodown: Warriors Rage para PSOne. Debido a su éxito se realizaron dos secuelas: KOF: Maximum Impact 2 (KOF 2006 fuera de Japón) y KOF: Maximum Impact Regulation A, una versión mejorada de la anterior.
Si bien la versión americana presentó un doblaje en inglés que fue criticado por un lado, la versión para la Xbox y PS2 PAL (europea) se le añadió una opción de elegir entre los idiomas inglés y japonés. La versión de Xbox incluye también un modo de partidas en línea que permite al jugador poder tener peleas a través de Xbox Live.

## Modos de juego

### Story Mode
El modo historia es donde eliges a un personaje (no a 3 como en las versiones en 2d) donde vas pasando a través del torneo organizado por la mafia llamada Mefistopheles.En dicho torneo aparecerá Hyena, el presentador y mensajero de dicha organización que te mencionara que no puedes rehusarte y las reglas del torneo, además de mencionar quien será tu siguiente rival cuando ganes una pelea, iras luchando contra 6 personajes (normalmente) hasta que llegas a enfrentarte con el boss final: Duke, líder de la banda Mefistopheles, argumentalmente hablando, el protagonista de esta saga es Alba Meira.

### Versus Mode
En el modo versus, la clásica opción de retos entre jugadores (ya sea usando a un solo personaje o a 3) puedes elegir entre retar a otro jugador o retar a la CPU.

### Modo Misión
En el Modo Misión, el jugador completa cuatro niveles de 10 misiones cada una. Cada misión tiene ciertas condiciones que deben ser completadas por el jugador, al hacerlo iras desbloqueando opciones para los otros modos de juego, especialmente nuevos escenarios.

### Time Attack
En el modo Time Attack, el jugador tiene que derrotar al mayor número de personajes que le sea posible en un límite de tiempo, entre menor sea el tiempo requerido mayor será la puntuación, si pierdes energía y en menor tiempo será mayor la puntuación y no deberás dejar que te toque el oponente o dar algún golpe para que resivas un bono de pùntaje al final de tus oponentes y sea así mayor el puntaje, si pierdes energía es poco lo que recuperas en el siguiente round.

### Modo En línea
Este modo solo está disponible en la versión de Xbox, con el jugador puede retar a otros por medio de la conexión a internet de la consola.

## Historia
Es un spin off de la línea original ambientado 2 años después de los acontecimientos ocurridos en The King Of Fighters 2001, una saga alterna a la de Ash. 
Addes es la banda más poderosa en Southtown. Su líder, un hombre conocido solo como Fate, era visto como un especie de Robin Hood para la gente humilde. el adoptó a los hermanos gemelos Alba y Soiree Meira,y entrenado para que se convirtieran en sus herederos de su legado.
Seis meses antes del torneo, Fate es asesinado por Lien Neville, que recibía órdenes de Duke, líder de la banda Mefistopheles (rival de Addes), después de esto Duke empieza a corromper a la ciudad explotando a la gente para saciar su sed de poder.
Actualmente, se ha iniciado una lucha en contra de Mefistopheles, que bajo la alias de "Fundación Metatron", organiza el torneo para atraer a sus enemigos y a posibles nuevos reclutas para la banda, pero los principales participantes (Alba Soire y Lien) saben muy bien quien está detrás de todo y así que van por el, en el torneo van siendo Guiados por el mandadero de Duke: Hyena.
El torneo es ganado por Alba Meira, que derrota a Duke en su propia arena de combate, cuando está a punto de darle el golpe de gracia a Duke, este escapa por medio de una trampa, dejando en el piso de la arena un mensaje escrito con sangre en el cual jura venganza contra los Meira (See you in hell: Nos veremos en el infierno), Lien por su parte, descubre que Duke asesino a sus padres, y jura también eliminarlo e investigar que fue de ellos.

## Personajes
KOF:Máximum Impact cuenta con veinte personajes jugables (incluido el boss Duke por medio de un truco) 8 personajes nuevos hacen su debut en este capítulo, el resto son personajes clásicos aparecidos en la saga en las versiones en 2D, dos de ellos a destacar que hacen sus debuts en KOF es Rock Howard, proveniente de Garou: Mark of the Wolves y Mignon Beart, proveniente de Rose Crusaders.

## Personajes nuevos
- Alba Meira: el protagonista absoluto de esta saga, anterior alumno de Fate, busca vengar la muerte de su tutor.
- Soiree Meira: el hermano gemelo de Alba, es un poco más presumido que su hermano, pero está dispuesto a ayudar a Alba a destruir a Duke.
- Lien Neville: Asesina profesional al servicio de Duke, entra al torneo para conocer misterios de su pasado y eliminar a los Hnos Meira, es ella quien mató personalmente a Fate, razón por la cual los Meira desean eliminarla también.
- Chae Lim: Discípula de Kim Kaphwan, entra al torneo para representar el dojo de su maestro, se dice que se le incluyó como sustituta de Kim en esta versión, lo que se criticó mucho que Kim (que en las saga en 2D no ha faltado en ningún capítulo) quedara fuera de este capítulo, en la segunda parte se le incluyó junto con su Alumna.
- Mignon Beart (proveniente de "Rose Crusaders"): una joven bruja aprendiz y portadora de la rosa blanca, entra al torneo para conocer sus habilidades, y su sueño es lograr a la paz en Francia. Sus movimientos se asemejan a los de una gatita, incluso con el traje alterno que usa se viste como una gata.
- Rock Howard (protagonista de "Garou: Mark of the Wolves"): Hijo bastardo de Geese Howard y adoptivo de Terry Bogard, entra para probar su fuerza y poderes con los demás participantes, además de acompañar a Terry.
- Duke: final boss del juego y jefe de la mafia "Mefistopheles", es el asesino intelectual de Fate, busca eliminar a sus enemigos y atraer a nuevos reclutas en su mafia. Único personaje secreto, para tenerlo en la plantilla acaba la historia con Alba y Soiree.
- Hyena: no es jugable en esta entrega. Es el mandadero de Duke que lleva a los participantes del torneo con sus siguientes oponentes, es un cobarde que por dinero traicionaría a cualquiera. En su secuela KOF: Maximum Impact 2 es seleccionable.

## Personajes anteriores
Los demás personajes seleccionables han aparecido de forma casi regular en KOF, aunque aquí su participación en el argumento es prácticamente nula, exceptuando por los Ikari Warriors y Seth (que entran a investigar).
- Kyo Kusanagi
- Iori Yagami
- Athena Asamiya
- Terry Bogard
- Ryo Sakazaki
- Yuri Sakazaki
- Mai Shiranui
- Leona Heidern
- Clark Steel
- Ralf Jones
- Seth
- K'
- Maxima

### Características
Todos los personajes cuentan con atuendos alternos, cada uno posee 2 tipos de vestimentas (Type Normal & Another); conforme se avanza en el juego se irán desbloqueando varias opciones de colores y combinaciones y además de algunos aditamentos de tipo disfraces suplentes a ciertos personajes, el traje alterno es totalmente diferente al usual.

## Manhua
Existe un manhua oficial por Wing Yan y King Tung basado en el juego y compuesto por 8 capítulos, los cuales narran como se van adentrando los protagonistas: Alba y Soiree (acompañados de Terry Bogard y Rock Howard) en el torneo y enfrentándose a los demás luchadores, aunque el argumento se toma ciertas libertades.